# Thraulodes irretitus
Thraulodes irretitus är en dagsländeart som beskrevs av Luisa Eugenia Navas 1924. Thraulodes irretitus ingår i släktet Thraulodes och familjen starrdagsländor. Inga underarter finns listade i Catalogue of Life.